# Miss Slovenije 1972
Miss Slovenije 1972 je bilo lepotno tekmovanje, ki je potekalo v soboto, 5. februarja 1972, v festivalni dvorani na Bledu.
Organizirala ga je beograjska ženska revija Politik bazar pod pokroviteljstvom tovarne pohištva Simpo iz Vranja. Udeležilo se ga je 24 deklet, ki so se predstavila v oblačilih in kopalkah. Zmagovalka se je udeležila izbora za Miss Jugoslavije.
Žirija je najprej izbrala 12, nato pa 6 deklet. Med njenimi člani sta bila France Slana in Stojan Batič. Prireditev sta vodila Kristina Remškar in Mića Orlović.

### Uvrstitve in nagrade
- Zmagovalka Nina Gazibara, Ljubljana, zlata ura in barvni televizor
- 1. spremljevalka Jolanda Beba Jovanovič, Litija, zlata ura
- 2. spremljevalka Iša Jakše, Ljubljana, zlata ura

### Glasbeni gostje
Prireditev je spremljal revijski orkester RTV Ljubljana pod vodstvom Marija Rijavca. Nastopila sta pevca Leo Martin in Nada Knežević.

## Miss Jugoslavije 1972
Tekmovanje je potekalo v Novem Sadu na Petrovaradinski trdnjavi. Nina Gazibara je postala 2. spremljevalka, 1. spremljevalka pa je postala Danilka Katavić iz Novega Sada. Zmagala je 21 letna študentka Biljana Ristić iz Beograda, ki se je udeležila tekmovanja za miss sveta 1. decembra 1972 v Londonu.